# Gacharic Spin
Gacharic Spin（ガチャリック スピン）は、日本のガールズバンド。2009年結成。

## 来歴

### 結成
2009年
- 3月3日、 F チョッパー KOGAがそれまで所属していた「THE PINK☆PANDA」を脱退。新バンド結成に向け全パートのメンバー募集を行う。
- 3月11日、メンバーとしてはなが参加することが発表される[1]。
- 6月10日、Gacharic Spinのオフィシャルサイトを開設し、活動をスタートする。

### 第1期 2009年6月〜2009年11月
| 第1期メンバー                                                                                         |
| --- |
| F チョッパー KOGA (ベース/コーラス)、はな (ドラム/コーラス)、Armmy (ボーカル)、EITA (ギター/コーラス) |

2009年
- 10月8日、「名古屋 ell.FITS ALL」を皮切りに、バンドとして初めてのツアーとなる「Across the now!」(東名阪ツアー)を行う。
- 11月28日、恵比寿で行われたライブをもってEITAが脱退。

### 第2期 2009年11月〜2012年3月
| 第2期メンバー |
| --- |
| F チョッパー KOGA (ベース/コーラス)、はな (ドラム/コーラス)、Armmy (ボーカル/キーボード)、TOMO-ZO (ギター/コーラス) |

2009年
- ギター/コーラスとしてTOMO-ZOが加入。

2010年
- 3月5日、バンドとして初の作品となる3曲入りシングル「Lock On!!」を発表。以降3ヶ月ごとにシングルをリリースし、都度全国ツアーを行う[2]。
- 6月2日、2ndシングル「ハンティングサマー」をリリース[3]。
- 7月4日、「MUSIC JAPAN (NHK総合)」で、「Lock On!!」を演奏し、地上波初出演を果たす[4]。

2011年
- 3月、「Anime Matsuri 2011」で初の海外ライブを行う。
- 4月13日、DVD「Gacharic Spin 1st Anniversary LIVE〜衝撃!笑撃?SHOW劇〜完全版」をリリース。
- 4月27日リリースのDVD「ブラック・エンジェルズ」の主題歌に「LosT AngeL」が採用される[5]。
- 5月25日、1stミニアルバム 「Virgin-A」をリリース[6]。
- 11月10日発売のPlayStation Portable専用ソフト「初音ミク -Project DIVA- extend」でFチョッパーKOGA、TOMO-ZO、はなの3人がモーションアクターを務める
- 12月10日、 MUSIC AIRチャンネルにて初の冠番組に出演[7]。

2012年
- 1月、Armmyが急病のためLIVEをキャンセル。
- 2月、様々なサポート・ボーカルを迎えて行われた「ガチャピンチ」ツアーで、オレオレオナがサポート・キーボードとして参加。
- 2月15日にAKB48がリリースした25枚目のシングル「GIVE ME FIVE!」で、バンド形式の楽曲披露をすることになったメンバーを指導[8]。これがきっかけとなり、2月18日に西武ドームで行われたAKB48の握手会イベントにTOMO-ZOが出演[9]。
- 3月14日、Armmyが脱退[10]。

### 第2.5期 2012年3月〜2014年6月
| 第2.5期メンバー |
| --- |
| F チョッパー KOGA (ベース/コーラス)、はな (ドラム/ボーカル)、TOMO-ZO (ギター/コーラス/ボーカル)、オレオレオナ (キーボード/ボーカル) |

2012年
- オレオレオナが正式加入し、3月6日、アルバム 「Delicious」をリリース。
- 6月2日、フランスのニームで開催された「ジャパンフェスティバル」に出演[11]。これと前後して初の海外ツアーとなるヨーロッパツアーを行う。ボーカリスト・Fukiを加えたサイドプロジェクト「DOLL$BOXX」を結成し、アルバム「DOLLS APARTMENT」をキングレコードより発売[12]。。

2013年
- 2月のファン感謝祭に1号 まいと2号 ありさがライブのダンサーとして参加[13]。。
- 1stフルアルバム「Delicious」(通常盤/会場版)をリリース。

2014年
- 4月9日、2ndフルアルバム「WINNER」をリリース。
- 5月17日公開の映画「メタルカ-METALCA-」に、ゾンビバンドメンバー役として出演[14][15]。

### 第3期 2014年6月〜2015年7月
| 第3期メンバー |
| --- |
| F チョッパー KOGA (ベース/コーラス)、 はな (ドラム/ボーカル)、TOMO-ZO (ギター/コーラス/ボーカル)、オレオレオナ (キーボード/ボーカル)、1号まい (パフォーマー)、2号ありさ (パフォーマー) |

2014年
- 6月7日、恵比寿LIQUIDROOMのワンマンライブを経て、1号 まいと2号 ありさが正式メンバーとなる[16]。
- 10月1日、ベストアルバム「ガチャっとBEST＜2010 - 2014＞」(通常盤/Limited Edition Type‐S/Limited Edition Type‐G)をビクターエンタテインメントからリリースし、メジャーデビュー。[17]。
- 10月5日、5周年記念ライブをZepp DiverCityにて開催。

2015年
- 2月25日、メジャー第一弾両A面スプリット・シングル「赤裸ライアー／溶けないCANDY」をリリース[18]。

### 第4期 2015年7月〜2017年7月
| 第4期メンバー |
| --- |
| F チョッパー KOGA (ベース/コーラス)、はな (ドラム/ボーカル)、TOMO-ZO (ギター/コーラス/ボーカル)、オレオレオナ (キーボード/ボーカル)、1号まい (パフォーマー)、3号ねんね (パフォーマー/キーボード) |

2015年
- 5月3日、 渋谷公会堂にてライブ開催。7月26日、パフォーマー2号ありさが卒業し、3号ねんねが加入[19][20]。
- 6月3日、メジャー2ndシングル「Don't Let Me Downをリリース。同曲はフジテレビ系アニメ「ドラゴンボール改」のEDテーマとして採用され、バンドのMVには天龍源一郎が出演[21][22]。
- 9月30日、メジャー1stフルアルバム「MUSIC BATTLER」(通常盤/初回限定盤 Type-A/初回限定盤 Type-B)をリリース。

2016年
- 9月7日、メジャー2ndアルバム「確実変動-KAKUHEN-」(通常盤/初回生産限定盤Type-A/初回生産限定盤Type-B)をリリース。

2017年
- 2月25日、O-EASTにて「DOLL$BOXX」「Gacharic Spin」「Fuki Commune」の3バンドによる『WWフェイス』を行う。
- 7月31日、パフォーマー3号ねんねが卒業[23]。

### 第4.5期 2017年8月〜2018年12月
| 第4.5期メンバー |
| --- |
| F チョッパー KOGA (ベース/コーラス)、はな (ドラム/ボーカル)、TOMO-ZO (ギター/コーラス/ボーカル)、オレオレオナ (キーボード/ボーカル)、1号まい (パフォーマー) |

2017年
- 11月8日、「DOLL$BOXX」5年ぶりの新作、5曲入り Mini Album「high $pec」を発売し“Amazon UK”「World Music」カテゴリー配信チャート1位を獲得。さらに “Sliptrick Records”（アメリカ）“JPU Records”（イギリス）でCDもリリース。

2018年
- 4月11日、アルバム「G-litter」(通常盤/Type-A/Type-B)
- 4月15日、 TOKYO DOME CITY HALLにて『Tour 止まらない2018』のファイナル公演を開催。同日同会場でDOLL$BOXXツアー初日公演も開催。
- 10月28日、急性胃腸炎になったTOMO-ZO(ギター)に代わり、ライブではドラムボーカルの"はな"がギターボーカルを、むらたたむがドラムスを担当した。
- 12月31日、 パフォーマー1号まいが卒業。
- 11月21日、カバーミニアルバム「Go Luck!」(Type-GACHA/Type-KOGA/Type-HANA/Type-TOMO-ZO/Type-OREO/Type-MAI)を、9,999枚限定、6タイプ完全生産限定盤としてリリース。

### 第4.9期 2019年2月〜2019年3月
| 第4.9期メンバー |
| --- |
| F チョッパー KOGA (ベース/コーラス)、はな (ドラム/ボーカル)、TOMO-ZO (ギター/コーラス/ボーカル)、オレオレオナ (キーボード/ボーカル)、アンジェリーナ 1/3 (マイクパフォーマー) |

2019年
- 2月9日、学園祭でスカウトした17歳の女子高生アンジェリーナ1/3の加入を発表[24]。
- 3月27日、ベストアルバム「ガチャっ10BEST」(入門編(CD)/中級編(3CD+BOOK)/上級編(3CD+Blu-ray))をリリース。

### 第5期 2019年3月〜
| 第5期メンバー |
| --- |
| F チョッパー KOGA (ベース/コーラス)、はな (ボーカル/ギター)、TOMO-ZO (ギター/コーラス/ボーカル)、オレオレオナ (キーボード/ボーカル)、yuri (ドラム)、アンジェリーナ 1/3 (マイクパフォーマー) |

2019年
- 3月9日、タワーレコード渋谷店とのコラボイベントにて、新メンバーとしてドラマーの"yuri"の加入を発表。"yuri"の加入を受け、ドラムボーカルの"はな"はギターボーカルにコンバートされる[25]。

2020年
- 3月11日、アルバム「Gold Dash」(通常盤/初回限定盤A(CD+DVD)/初回限定盤B(CD+Photobook))をリリース。

2021年
- 2月から10月8日までyuriが産休で休養[26][27][28]。この間のライブはサポートドラマー、もしくははながドラムを兼務する形で補った[29]。
- 6月、「MindSet」が、テレビ神奈川（tvk）制作の音楽情報バラエティ番組「関内デビル」の6月度エンディングテーマに起用された。
- 9月18日、アルバム「Gacharic Spin」(通常盤/初回限定盤A(CD+DVD)/初回限定盤type-B(CD+DVD))をリリース。

2023年
- 2月23日、東京・LINE CUBE SHIBUYA（渋谷公会堂）で開催した単独公演「New Revolution～最終章の始まり～」のライブ中MCで、レーベルを日本クラウンへ移籍することを発表[30]。
- 6月7日、ニューアルバム収録曲の「レプリカ」を先行配信[31]。
- 7月5日、アルバム「W」(通常盤/初回限定版(CD+Blu-ray))をリリース[31]。
- 11月8日、デジタルシングル「BakuBaku」を配信開始、同曲MVを公開[32]。

2024年
- 2月28日、EP「Ace」をリリース[33]。
- 7月3日、デジタル・シングル「ハーフウェイ、その先へ」をリリース[34]。
- 10月9日、アルバム「Feast」をリリース、収録曲より「ハレの日」MVを公開[35]。

## エピソード
- バンド名を略して「ガチャピン」と呼ぶことが多い。なお、結成当初のオフィシャルサイトでは「ガチャガチャな4人が作り出す高速スピンサウンド！」というフレーズが書き込まれていた。
- 初代ボーカルのArmmyは、シングルのジャケットのイラストやグッズのデザインも担当していた[36]。また「Lock On!!」「雪泣く〜setsunaku〜メロディー」には通常版とは別に、デザイン違いのイラストによる限定版（ライブ会場やオフィシャルサイトの通販でのみ入手可能）がある。
- 男性ファンの愛称は「ガッチャマン」、女性ファンの愛称は「ガチャピン子」と称されているが、これはArmmyが命名したものである[37]。
- ベースのF チョッパー KOGAとドラムのはなは、かつて「平安」というバンドを組んでいた[1]。
- 楽曲のほとんどはメンバー自身の手によるものだが、「BROKEN LOVER」は、F チョッパー KOGAが敬愛するベーシストIKUOが[38]、また「ALIVE」は角田崇徳が作曲したものである。
- CDデビュー以降の3枚のシングルとライブDVDの表ジャケットは、全てArmmyのイラストによるものだったが、ミニアルバム「Virgin-A」では、初めてメンバーの写真が使われている（裏ジャケットはArmmyのイラスト）。
- パフォーマーや他のメンバーの振り付けは、当初はオレオレオナが担当していたが、2016年からは1号まいが行っていた。

## メンバー遍歴
Timeline

### 現メンバー
| 名前              | 担当                                      | 誕生日   | 血液型 | 備考                                                     |
| ----------------- | ----------------------------------------- | -------- | ------ | -------------------------------------------------------- |
| F チョッパー KOGA | ベース                                    | 12月22日 | O型    | バンドリーダー。THE PINK☆PANDA、 平安の元メンバー。      |
| はな              | ボーカル、ギター、 エアロフォン、ドラムス | 5月16日  | O型    | The Spade 13、アルメリア、 平安、12.ヒトエの元メンバー。 |
| TOMO-ZO           | ギター、ボーカル                          | 9月10日  | A型    | EU PHORIAの元メンバー。                                  |
| オレオレオナ      | キーボード、ボーカル                      | 11月10日 | O型    | EU PHORIAの元メンバー。                                  |
| アンジェリーナ1/3 | マイクパフォーマー                        | 12月25日 | A型    |                                                          |
| yuri              | ドラムス                                  | 3月6日   | O型    | LAGOONの元メンバー。                                     |

### 旧メンバー
- EITA：ギター、キーボード、コーラス
2009年11月28日脱退。時空海賊SEVEN SEASの元メンバー。
- Armmy：ボーカル、キーボード
2012年3月14日脱退。Linkage、Y.M.C.A、UN-FINESH、MB4、THE Strawberry GUN-GUNの元メンバー。脱退後はTAKAE名義でEITAと共にユニット「TAKAEITA」を結成[40]。2015年10月15日未明に急逝[41][42][注 2]。
- 2号 ありさ：パフォーマー
学業に専念するため、2015年7月26日に卒業[19]。
- 3号 ねんね：パフォーマー、キーボード
2017年7月31日に卒業。
- 1号 まい：パフォーマー
2018年内の活動をもって卒業。

## 作品

### 配信限定シングル
| 発売日        | タイトル               |
| ------------- | ---------------------- |
| 2014年2月24日 | Delicious - NEXT STAGE |
| 2018年1月17日 | うんうんうんちくん     |
| 2021年6月9日  | MindSet                |
| 2023年4月26日 | カチカチ山             |
| 2023年11月8日 | BakuBaku               |
| 2024年7月3日  | ハーフウェイ、その先へ |

### 映像作品
|     | 発売日         | タイトル                                                     | 規格                                      | 規格品番      | メンバー | 最高位 |
| --- | -------------- | ------------------------------------------------------------ | ----------------------------------------- | ------------- | -------- | ------ |
| 1st | 2011年4月13日  | Gacharic Spin 1st Anniversary LIVE〜衝撃!笑撃?SHOW劇〜完全版 | DVD                                       | POBD-60390    | 第2期    | 175位  |
| 2nd | 2013年10月23日 | Delicious LIVE DVD                                           | DVD                                       | POBD-60475    | 第2.5期  | 146位  |
| 2nd | 2013年11月20日 | Delicious LIVE DVD                                           | 2DVD (限定盤〜可能な限り詰め込みました〜) | POBD-69475～6 | 第2.5期  | 32位   |
| 3rd | 2015年3月25日  | ガチャレンジFINAL!! 2014〜お台場決勝戦〜                     | DVD                                       | VIBL-744      | 第3期    | 95位   |
| 3rd | 2015年3月25日  | ガチャレンジFINAL!! 2014〜お台場決勝戦〜                     | Blu-ray                                   | VIXL-145      | 第3期    | 95位   |
| 4th | 2015年12月16日 | 赤裸ライアーTOUR FINAL!!!〜渋谷公会堂〜                      | DVD (通常盤)                              | VIBL-788      | 第3期    | 42位   |
| 4th | 2015年12月16日 | 赤裸ライアーTOUR FINAL!!!〜渋谷公会堂〜                      | 2DVD (初回生産限定盤)                     | VIZL-910      | 第3期    | 42位   |
| 5th | 2017年2月22日  | な・な・なんと7周年!!!!!!! TOUR FINAL                        | DVD (通常盤)                              | VIBL-831      | 第4期    | 13位   |
| 5th | 2017年2月22日  | な・な・なんと7周年!!!!!!! TOUR FINAL                        | 2DVD (初回限定盤)                         | VIZL-1112     | 第4期    | 13位   |
| 6th | 2018年8月29日  | TOUR 止まらない 2018 FINAL ～良い子(415)は真似しないでネ～   | 2DVD                                      | VIBL-902～3   | 第4.5期  | 14位   |
| 7th | 2020年1月22日  | 最高最強伝説 -10th Anniversary Special LIVE!!-               | Blu-ray                                   | VIZL-1692     | 第5期    | 23位   |

### 教則ビデオ
- ゼッタイ弾ける！スラップ・ベース超入門 (ATDV-210 : 2010/02/25)

F チョッパー KOGAがインストラクターを務めるベース教則DVD
- スラップ・ベース楽ちん☆フレーズ集 (ATDV-252 : 2011/09/10)

F チョッパー KOGAがインストラクターを務めるベース教則DVD第2弾
- ゼッタイ叩ける！ツインペダル超入門 (ATDV-214 : 2010/08/27)

はながインストラクターを務めるドラム教則DVD
- 一緒に弾ける！ロック・ギター超入門 (ATDV-226 : 2010/09/27)

TOMO-ZOがインストラクターを務めるギター教則DVD
- Gacharic Spin LIVE & LESSON (ATDV-241 : 2011/04/03)

結成1周年記念のワンマンライブ (衝撃!笑撃?SHOW劇)の模様と楽器レッスン、ヴォーカル・コーナーを収録

### 参加作品
| 発売日         | タイトル                                  | 規格品番   | 収録曲                                                         | メンバー | 備考                |
| -------------- | ----------------------------------------- | ---------- | -------------------------------------------------------------- | -------- | ------------------- |
| 2014年01月22日 | ディズニー・ロックス!!! ガールズ・パワー! | AVCW-63008 | 12.Beauty and the Beast［Beauty and the Beast］/ Gacharic Spin | 第2.5期  | Walt Disney Records |

## 主なライブ

### 主なワンマンライブ・主催イベント
| 開催日                   | タイトル                                                                       | 備考 |
| ------------------------ | ------------------------------------------------------------------------------ | --- |
| 2009年10月8日            | Gacharic Spin 初ツアー"Across The now!!"@名古屋                                | 名古屋 ell.FITS ALL                                                                                            |
| 2012年6月                | 「Super ガチャピ～ンチ!!」                                                     | |
| 2013年5月28日〜6月21日   | Gacharic Spin レコ発"Delicious"TOUR                                            | |
| 2013年7月15日            | レコ発“Delicious”TOUR FINAL                                                    | 渋谷O-EAST |
| 2013年10月26日〜11月22日 | 4th Anniversary ガチ4～ピースの向こう側に在るもの～                            | |
| 2014年3月30日〜4月26日   | 僕だけのシンデレラ&WINNERリリースツアー「ガチャレンジ2014」                    | |
| 2014年5月17日〜8月2日    | WWフェイス                                                                     | Gacharic Spin / LIGHT BRINGER / DOLL$BOXX                                                                      |
| 2014年6月7日             | 僕だけのシンデレラ&WINNERリリースツアー『ガチャレンジ2014』ファイナル          | 恵比寿 LIQUIDROOM                                                                                              |
| 2014年10月5日            | Gacharic Spin 5th Anniversary ガチャレンジFINAL!! ～お台場決勝戦～             | Zepp DiverCity Tokyo                                                                                           |
| 2014年10月14日〜10月22日 | Gacharic Spin 5th Anniversary GACHALLENGE 「WINNER」 中国ツアー                | |
| 2014年12月22日           | 「Lady's Go!!」名古屋編                                                        | 名古屋 Electric LadyLand w/SHOW-YA                                                                             |
| 2015年3月1日〜5月3日     | 赤裸ライアーツアー                                                             | |
| 2015年5月3日             | 赤裸ライアーツアー FINAL                                                       | 渋谷公会堂 |
| 2015年6月14日〜7月26日   | GIRLS CONNECTION                                                               | w/LAGOON |
| 2015年9月6日〜10月4日    | Gacharic Spin 6th Anniversary 2MAN TOUR                                        | |
| 2015年10月11日〜11月29日 | 6th Anniversary ONEMAN TOUR                                                    | |
| 2015年11月29日           | 6th Anniversary ONEMAN TOUR FINAL                                              | ZeppTokyo |
| 2015年11月7日            | 2015 Gacharic Spin Live in KOREA Vol.2                                         | |
| 2015年12月19日           | Gacharic Spin LIVE in Taipei                                                   | |
| 2016年4月30日〜5月28日   | 春のワンマンツアー「オレオさんの婚活ツアー'16春 ～新しい出会いを求めて～」     | |
| 2016年5月28日            | 「オレオさんの婚活ツアー'16春 ～新しい出会いを求めて～」TOUR FINAL             | EX THEATER ROPPONGI                                                                                            |
| 2016年7月12日            | 「Different Colors」 Gacharic Spin × Rayflower                                 | |
| 2016年9月3日             | 「JUICY GIRLS」                                                                | w/ SORAMIMI / Caramel / たんこぶちん / がんばれ！Victory                                                       |
| 2016年9月4日             | 「Different Colors」 Gacharic Spin × SHOW-YA                                   | |
| 2016年9月5日〜9月11日    | Gacharic Spin 7日間連続2マンライブ「な・な・なんと7日間!!!!!!!」               | w/jealkb / モーモールルギャバン / アルカラ / METALLIC SPIN / heidi. / 生ハムと焼うどん / LINDBERG              |
| 2016年10月8日〜11月12日  | ワンマンツアー「な・な・なんと7周年!!!!!!!」                                   | |
| 2016年11月12日           | ワンマンツアー「な・な・なんと7周年!!!!!!!」TOUR FINAL                         | TOKYO DOME CITY HALL                                                                                           |
| 2016年12月22日           | 「 F チョッパーKOGAバースデーライブ！！ 」                                     | 名古屋 Electric LadyLand w/INKT                                                                                |
| 2016年12月26日           | Gacharic Spin×大村孝佳 ねんねバースデーライブ！！                              | |
| 2017年2月25日            | 「WWフェイス」DOLL$BOXX × Gacharic Spin × Fuki Commune                         | TSUTAYA O-EAST                                                                                                 |
| 2017年3月19日〜6月10日   | ワンマンツアー「野音への道」                                                   | |
| 2017年5月28日〜6月3日    | な・な・なんと7日間!!!!!!!～名古屋編～                                         | w/THE イナズマ戦隊 / SAKANAMON / SEX MACHINEGUNS / The Winking Owl / LUNKHEAD / 田村直美 / ベイビーレイズJAPAN |
| 2017年6月24日            | Gacharic Spin Special Live ～2017春～ ライバー大宴祭                           | 日比谷野外大音楽堂                                                                                             |
| 2017年12月26日           | ハピバ! Ohmura                                                                 | w/大村孝佳 |
| 2017年12月30日           | SpecialLive〜2017冬〜ライバー大宴祭大阪編                                      | 大阪 umeda TRAD                                                                                                |
| 2018年2月10日〜4月15日   | TOUR 止まらない2018                                                            | |
| 2018年3月31日            | ”JUICY GIRLS vol.8”                                                            | w/HöLDERLINS / まなみのりさ / yucat / Special Guest : 寺田恵子(SHOW-YA)                                        |
| 2018年4月15日            | 「TOUR 止まらない2018」～良い子(415)は真似しないでネ～                         | TOKYO DOME CITY HALL                                                                                           |
| 2018年7月29日            | DOLL$ FESTA                                                                    | 川崎 CLUB CITTA w/DOLL$BOXX / Gacharic Spin / Fuki Commune / Unlucky Morpheus / 寺田リックスピン               |
| 2018年11月3日〜12月25日  | TOUR 2018「Go Luck!」                                                          | （振替公演）                                                                                                   |
| 2018年12月23日           | TOUR 2018「Go Luck!」FINAL                                                     | TBS赤坂ACTシアター                                                                                             |
| 2018年12月26日           | ハピバ! Ohmura2018                                                             | w/大村孝佳 |
| 2018年12月30日           | Special Live～ライバー大宴祭大阪編 Vol.2                                       | 大阪 umeda TRAD                                                                                                |
| 2019年3月2日             | Gacharic Spin Presents ～五番勝負～Vol.4                                       | 恵比寿 LIQUIDROOM w/鈴木このみ                                                                                 |
| 2019年4月6日〜10月14日   | ガチャっ10LIVE 2019                                                            | |
| 2019年10月5日            | 「ガチャっ10LIVE 2019」-TOUR SEMI FINAL-                                       | 大阪 松下IMPホール                                                                                             |
| 2019年10月14日           | 「ガチャっ10LIVE 2019」-TOUR FINAL-                                            | 中野サンプラザホール                                                                                           |
| 2019年12月24日           | 東京ドームファイナルキャノンボールワンマン                                     | |
| 2019年12月22日           | F チョッパー KOGA Birthday LIVE                                                | Electric Lady Land                                                                                             |
| 2019年12月26日           | ハピバ! Ohmura 2019                                                            | TSUTAYA O-WEST                                                                                                 |
| 2019年12月29日           | Gacharic Spin Special Live ～ライバー大宴祭 大阪編 Vol.3～                     | BIGCAT |
| 2020年1月4日             | Gacharic Spin New Year Live「音始玉2020」                                      | Veats Shibuya                                                                                                  |
| 2020年2月2日〜2月16日    | Gacharic Spin 47都道府県TOUR「ROCKET SPIRITS」                                 | |
| 2020年7月3日             | 飛び出す!ガチャピン!～おうちでライブ～                                         | Veats Shibuya                                                                                                  |
| 2020年9月22日            | Gacharic Spin LIVE 2020「Now or never!!～生ライブやります!心の距離は密でね～」 | Electric Lady Land（二部制）                                                                                   |
| 2020年10月8日            | Gacha Chronicles 2009-2020～縁と縁で繋ぐ今～                                   | オンラインライブ                                                                                               |
| 2020年12月5日            | Gacharic Spin 47都道府県TOUR ROCKET SPIRITS ～Restart!!念願の4/47              | 柏PALOOZA（二部制）                                                                                            |
| 2021年1月10日            | ROCKET SPIRITS                                                                 | Veats Shibuya                                                                                                  |
| 2021年6月20日            | Gacharic Spin LIVE 2021「Dear_____ 」                                          | EX THEATER ROPPONGI                                                                                            |
| 2022年1月10日            | 「アンジーなりの成人式」～夢は口に出せば叶う!!～                               | Zepp Haneda TOKYO                                                                                              |
| 2022年7月2日             | Gacharic Spin LIVE 2022「☆G!G!G!PREMIUM!!」                                    | 豊洲PIT |
| 2023年2月23日            | Gacharic Spin LIVE 2023「New Revolution～最終章の始まり～」                    | LINE CUBE SHIBUYA（渋谷公会堂）                                                                                |
| 2023年11月18日           | LIVE 2023「Limit Breaker～結成15周年に向けて～」                               | 日比谷野外大音楽堂                                                                                             |

## 出演
※Gacharic Spinとしての出演履歴を記載。各メンバーの個人活動については各個人の項目を参照。

### テレビ
- 2010年07月04日 - NHK「MUSIC JAPAN」
- 2014年03月21日 - 日本テレビ系「ミュージックドラゴン」
- 2019年03月29日 - 歌謡ポップスチャンネル「WOWOW PLUS MUSIC -深夜1時の音楽タイム-」金曜レギュラー：Gacharic Spin もう 笑うしかない

### インターネット
- ニコニコ生放送「ガチャンネル」

## タイアップ
| タイトル           | タイアップ先 |
| ------------------ | --- |
| 溶けないCANDY      | TVアニメ 「テンカイナイト」 エンディング・テーマ |
| Don't Let Me Down  | TVアニメ 「ドラゴンボール改」 エンディング・テーマ (2015年4月 - 2015年6月) テレビ埼玉 「高校野球ダイジェスト2015」（第97回全国高等学校野球選手権埼玉大会）オープニング・テーマ |
| シャキシャキして!! | ハウスウェルネスフーズ「メガシャキ」CMソング |

## 書籍
- 絶対わかる!ガチャリックスピン超入門!（2016年2月27日、シンコーミュージック、ISBN 978-4401641871）[49]